# Ясотхон
Ясотхон (англ. Yasothon) — город на востоке Таиланда. Расположен у притока реки Мун, прямое расстояние от города Ясотхон до столицы Бангкок — 450 км. Численность жителей превышает 10 000 человек.
В 1814/2357 году нашей эры король Рама II объявил о смене названия города на Муанг Ясотхон.